# 10 Minutos Longe de Você
"10 Minutos Longe de Você" é uma canção da dupla sertaneja brasileira Victor & Leo, incluída no álbum Irmãos. A canção foi lançada como single nas rádios no dia 13 de abril de 2015 e conta com a participação da dupla sertaneja Henrique & Juliano.
"10 Minutos Longe de Você" permaneceu 2 semanas não consecutivas no topo da Brasil Hot 100 Airplay.

## Composição
A canção é composta por Leo Chaves e Marcelo Martins.

## Videoclipe
O videoclipe ao vivo da canção, que foi gravado nos Estúdios Quanta, foi lançado no YouTube no dia 13 de abril de 2015. Nela, introduz a dupla Victor & Leo cantando, e logo na repetição do refrão a dupla Henrique & Juliano sobe ao palco.

## Lista de faixas
| Single digital |                                                       |         |  |
| N.º            | Título                                                | Duração |  |
| 1.             | "10 Minutos Longe de Você" (Part. Henrique & Juliano) | 4:01    |  |

## Desempenho nas tabelas musicais
| Tabela musical (2015)                                      | Melhor posição |
| ---------------------------------------------------------- | -------------- |
| Brasil - Billboard Brasil Hot 100 Airplay                  | 1              |
| Brasil - Billboard Brasil Regional Curitiba Hot Songs      | 1              |
| Brasil - Billboard Brasil Regional Salvador Hot Songs      | 7              |
| Brasil - Billboard Brasil Regional Goiânia Hot Songs       | 9              |
| Brasil - Billboard Brasil Regional Vitória Hot Songs       | 10             |
| Brasil - Billboard Brasil Regional Florianópolis Hot Songs | 2              |